# گرت دی. وال
گرت دی. وال (به انگلیسی: Garret Dorset Wall) سناتور سابق عضو حزب دموکرات ایالات متحده آمریکا بود. وی در سال ۱۸۳۵ تا ۱۸۴۱ میلادی سناتور ایالت نیوجرسی در سنای ایالات متحده آمریکا بود.